# Napoleonsbrunnen
Der Napoleonsbrunnen, im Volksmund auch als „Schlangenbrunnen“ bekannt, ist ein Brunnen in der Altstadt der saarländischen Stadt Blieskastel im Saar-Pfalz-Kreis. Er wurde 1804 errichtet und steht als Einzeldenkmal unter Denkmalschutz.

## Geschichte
Blieskastel befand sich seit 1798 unter französischer Herrschaft und war Kantons-Hauptort im Département de la Sarre. Der Napoleonsbrunnen wurde 1804 von der Blieskasteler Kantonsverwaltung auf dem Marktplatz von Blieskastel errichtet. Dabei wurde der dort bereits vorher existierende Brunnen um einen Obelisken erweitert. Seine Inschrift erinnert an die Verfassung des Ersten Französischen Kaiserreiches, die festlegte, dass Napoleon Bonaparte auf Lebenszeit Kaiser der Franzosen sein sollte. Die Inschrift lautet:

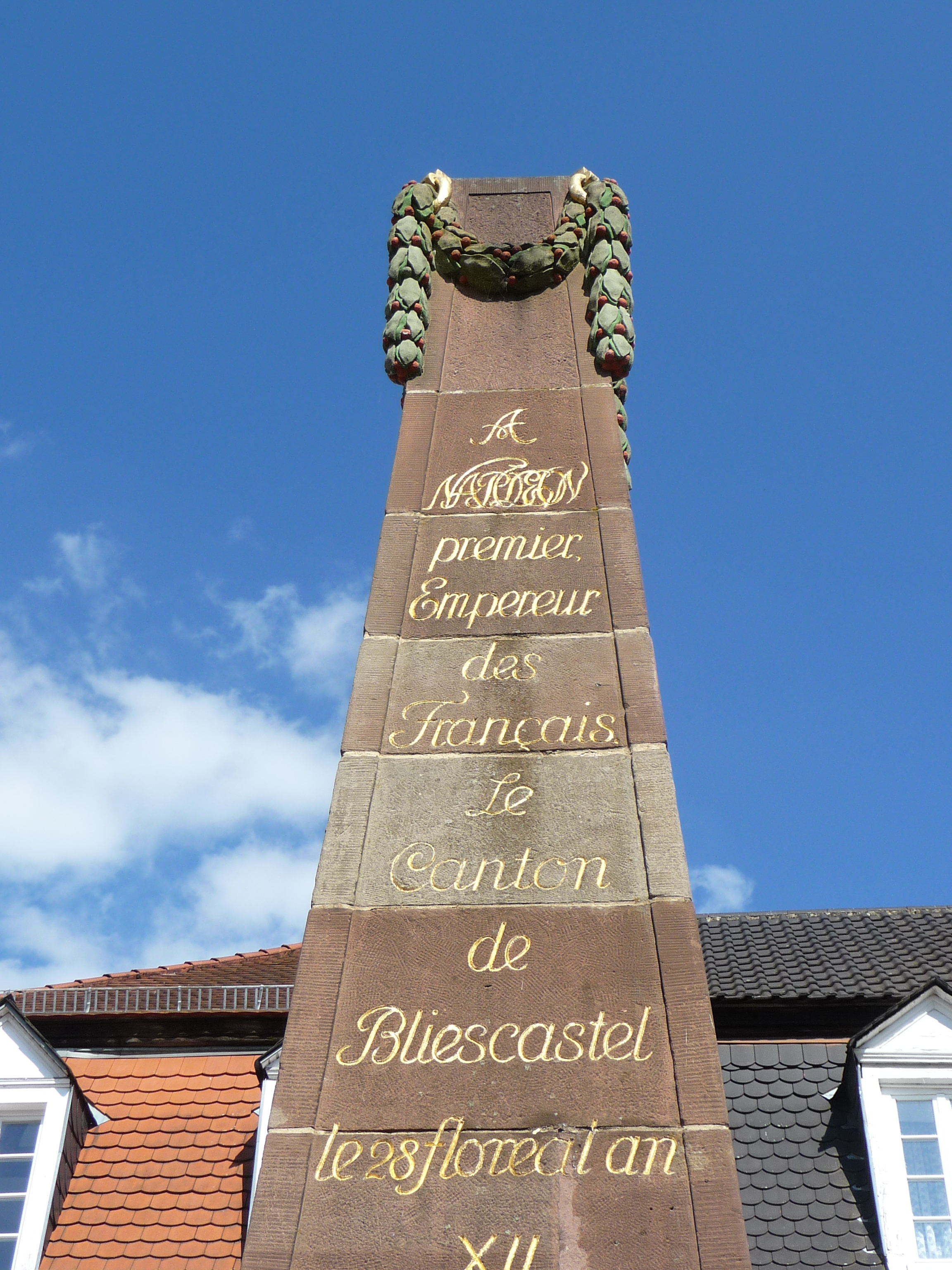
Die Inschrift auf dem Napoleonsbrunnen

« A NAPOLEON premier, Empereur des Français. Le canton de Bliescastel le 28. ﬂoréal an XII »

„Für NAPOLEON den Ersten, Kaiser der Franzosen. Der Kanton Blieskastel am 28. Floréal des Jahres 12“

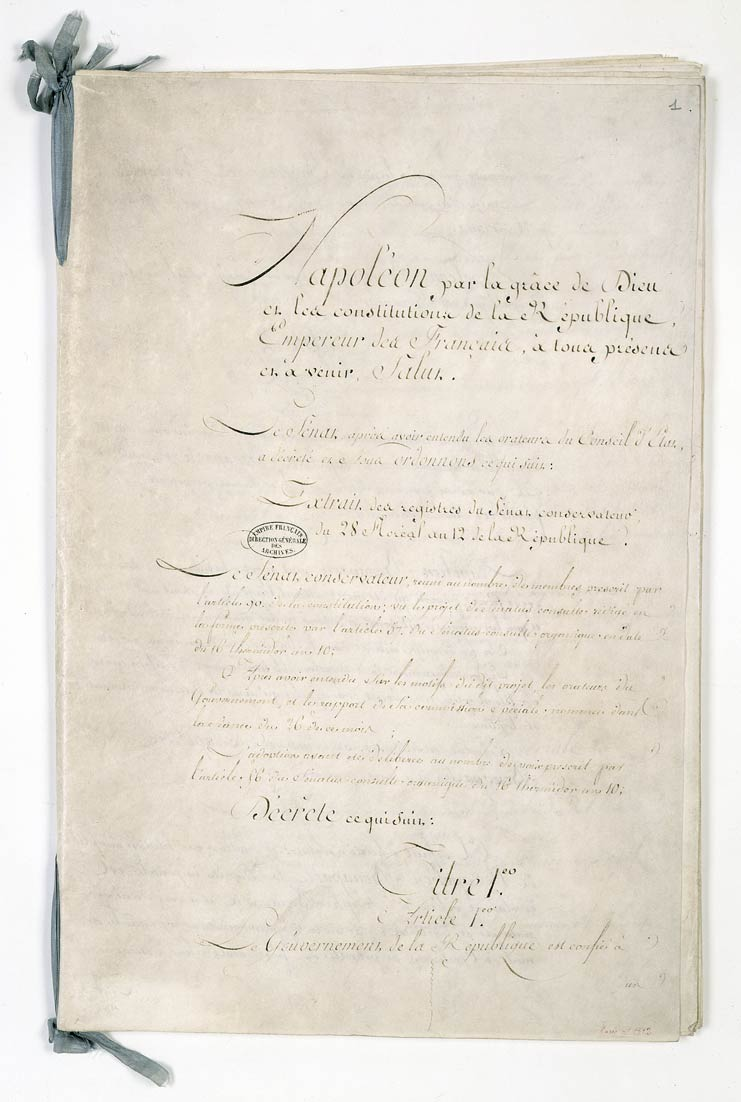
Verfassung des Ersten Französischen Kaiserreiches

Die Datumsangabe 28. Floréal des Jahres 12 entspricht im Französischen Revolutionskalender dem 18. Mai 1804, das ist der Tag, an dem die Verfassung vom Senat fertiggestellt wurde.
Die Einweihung des Brunnens erfolgte am 2. Dezember 1804, dem Tag der Kaiserkrönung Napoleons I. in der Kathedrale Notre-Dame de Paris.
Nach dem Ersten Weltkrieg gehörte Blieskastel zum Saargebiet, das mit einem Mandat des Völkerbundes für 15 Jahre unter französische Verwaltung gestellt worden war. Daher fand am 4. Mai 1921, dem Tag vor Napoleons hundertstem Todestag, am Napoleonsbrunnen eine Napoleonsfeier statt, bei der feierlich ein Kranz angebracht und Salut geschossen wurde.
Ein Jahr später wurde der Brunnen auf Anregung von Victor Rault, dem damaligen Präsidenten der Regierungskommission des Saargebietes, restauriert.
Bei der Volksabstimmung 1935 entschieden sich die Bewohner des Saargebietes für eine Rückgliederung an Deutschland. 1939 wurde die Inschrift auf Beschluss des Blieskasteler Stadtrats entfernt, der sie als „unliebsame Erinnerung an die einstige Fremdherrschaft“ bezeichnete. Nach dem Zweiten Weltkrieg – das Saarland stand nun wieder unter französischer Kontrolle – beschloss der Stadtrat 1946, den Marktplatz in „Napoleonsplatz“ umzubenennen und die Inschrift wieder anbringen zu lassen. Dabei wurde bei der Inschrift im Datum fälschlicherweise der 25. Floréal statt des 28. Floréal eingekerbt.
Von 2023 bis 2024 wurde der Brunnen erneut saniert, da der Sandstein an mehreren Stellen Beschädigungen aufwies. Neben der Instandsetzung des Innenlebens des Brunnens wurden die gusseiserne Schlange repariert, die Girlanden neu gestrichen und die auf dem Obelisken vorhandene Inschrift mit Blattgold verziert. Die beiden kleineren Becken des Brunnens wurden stillgelegt und bepflanzt.

## Beschreibung

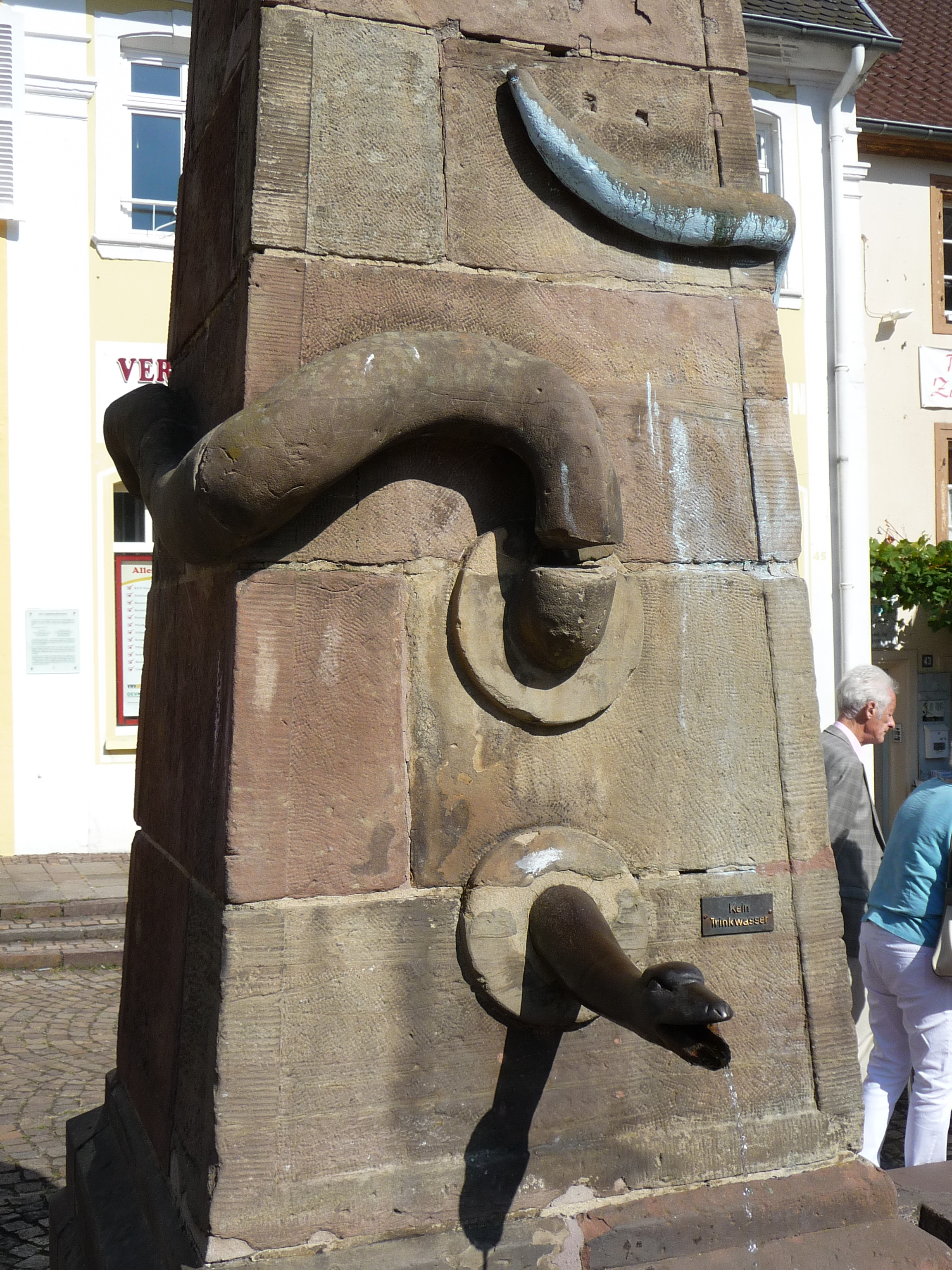
Die Schlange, die sich um den Napoleonsbrunnen windet

Der aus drei Becken bestehende Brunnen ist im Empire-Stil gestaltet. Der auf den Becken stehende Obelisk ist aus Sandstein gefertigt und an der Spitze von einem farbigen Feston, also einem „Blütengehänge“, bekrönt. Um den unteren Teil der Säule windet sich eine Uräusschlange aus Sandstein, deren aus Metall gefertigter Kopf in den Brunnen ragt und diesen mit Wasser speist. Uräusschlange und Obelisk sind Symbole der altägyptischen Religion und Kunst, die zur Zeit der Errichtung des Napoleonsbrunnens durch die Beutestücke, die Napoleon kurz zuvor von seiner Ägyptischen Expedition mitgebracht hatte, von großem Interesse waren und an vielen  Orten kopiert wurden. Die Schlange ist der Grund, warum das Bauwerk im Volksmund „Schlangenbrunnen“ genannt wird. Sie sollte ein allegorischer Appell an Napoleon sein, das 1793/1794 annektierte Gebiet an der Saar weise zu regieren.